# Штраус, Фридрих Адольф
Фридрих Адольф Штраус (нем. Friedrich Adolf Strauss; 1 июня 1817, Эльберфельд — 16 апреля 1888, Потсдам) — немецкий евангелический священник, богослов и религиозный деятель. Сын теолога Фридриха Штрауса.
В 1844—1846 гг. путешествовал по Ближнему Востоку, опубликовав по возвращении очерк «Синай и Голгофа: Путешествие в страну востока» (нем. Sinai und Golgatha, Reise ins Morgenland), выдержавшую к 1882 году 11 изданий. С 1847 г. служил дивизионным, затем гарнизонным священником в прусской гвардии, преподавал в Берлинском университете (с 1859 г. профессор). С 1870 г. придворный священник в Потсдаме, в 1872 г. получил должность суперинтенданта. Опубликовал также ряд книг по библеистике, в том числе «Страны и народы в Священном Писании» (нем. Die Länder und Stätten der Heiligen Schrift; 1861, совместно с братом Отто Штраусом).